# قاي سانت-جوليان
قاي سانت-جوليان هو سياسي كندي، ولد في 19 فبراير 1940 في فال دور في كندا. نشط حزبياً في الحزب الليبرالي الكندي والحزب الكندي التقدمي المحافظ. وقد انتخب عضو مجلس العموم الكندي عن دائرة Abitibi—Baie-James—Nunavik—Eeyou ‏ وقد انضم خلال فترته النيابية ‏ للكتلة البرلمانية الحزب الليبرالي الكندي وانتخب عضو مجلس العموم الكندي عن دائرة Abitibi—Baie-James—Nunavik—Eeyou ‏ وقد انضم خلال فترته النيابية ‏ للكتلة البرلمانية الحزب الليبرالي الكندي.